# Vereinigte Großlogen von Deutschland
Die Vereinigten Großlogen von Deutschland (VGLvD) sind der Dachverband der fünf Großlogen der Freimaurer in Deutschland, die von der Vereinigten Großloge von England gemäß ihren Basic Principles of Grand Lodge Recognition als regulär anerkannt sind.
1958 schlossen sich die am 19. Juni 1949 in der Frankfurter Paulskirche neu gegründete Vereinigte Großloge von Deutschland (die heutige Großloge der Alten Freien und Angenommenen Maurer von Deutschland (A.F.u.A.M.v.D.)) und die ursprünglich 1770 entstandene Große Landesloge der Freimaurer von Deutschland (GLL FvD) zusammen zu den Vereinigten Großlogen von Deutschland, Bruderschaft der Freimaurer auf der Basis der Magna Charta der deutschen Freimaurer. Dieser Magna Charta traten 1970 die Große National-Mutterloge „Zu den drei Weltkugeln“ (GNML „3WK“), die Provinziallgroßlogen der Vereinigten Großloge von Deutschland Provinz Britischer Freimaurer (PR BRF) und die American Canadian Grand Lodge (ACPGL AF&AM) bei.
Die Freimaurer der VGLvD bekennen sich zu den auf Würde, Freiheit und Selbstbestimmung des Menschen ausgerichteten Traditionen ihres Bundes. Die reguläre deutsche Freimaurerei ist in fünf Großlogen organisiert. Insgesamt existieren unter diesen fünf Großlogen etwa 500 regionale Johannislogen. Alle Logen der VGLvD nehmen nur Männer auf (es bestehen aber freundschaftliche Beziehungen zur Frauen-Großloge von Deutschland). Es handelt sich bei den VGLvD um den größten freimaurerischen Großlogen-Dachverband in Deutschland.
Großmeister der etwa 15.500 deutschen Freimaurer ist derzeit (Oktober 2024) Michael Volkwein.

## Geschichte

### Ausgangslage nach dem Zweiten Weltkrieg und der Versuch der ersten Gründung einer Großloge
Die Gründung der Vereinigten Großlogen von Deutschland ist eng mit dem Wiederaufbau der Freimaurerei nach dem Ende des Zweiten Weltkrieges verknüpft. Der inhaltliche Neuaufbau der Freimaurerei war schwierig, das gesamte Inventar sowie viele Ritual- und Lehrbücher fielen dem Krieg oder dem Feuer der Bücherverbrennungen zum Opfer. Logenhäuser und Vermögen wurden durch die Nazis enteignet und viele Freimaurer waren entweder im Krieg gefallen, oder in Konzentrationslagern ums Leben gekommen. Von den 73.300 Freimaurern die vor der Verfolgung durch den Nationalsozialismus in den Logen organisiert waren, waren knapp 10.000 Mitglieder übrig geblieben.
Die Erkenntnis, dass die damalige Uneinigkeit der elf existierenden deutschen Großlogen, die deutsche Freimaurerei insgesamt hilflos gegenüber den Schikanen und endgültigen Verbot durch die Nationalsozialisten machte, trug wesentlich zum Einigungsprozess der Großlogen bei.
Nachdem zahlreiche der während der Nazizeit verbotenen Freimaurerlogen ihre Arbeit – vielfach noch inoffiziell – ab Herbst 1945 wieder aufnehmen konnten, kam es bereits im November 1945 zu einem ersten Versuch, unter dem Namen Bundesgroßloge von Deutschland Zu den Alten Pflichten eine Vereinigungsgroßloge zu begründen.
Die inhaltlichen Differenzen in der Lehre und Auseinandersetzungen zwischen den Großlogen wurden nun zur Seite geschoben, das Gebot der Stunde war eine erneute Zersplitterung der Freimaurerei in einzelne Großloge zu verhindern. Es wurde deshalb die Gründung einer Einheitsloge ins Auge gefasst. Treibende Kraft und Organisator dieser Aufgabe war der Hamburger Freimaurer Fritz Lichtenberg.
Primär arbeitete man erst auf eine Vereinigung aller humanitären Großlogen hin. Am 8. November 1945 trafen sich in Bensheim an der Bergstraße die Großmeister der Großen Loge von Hamburg, der Großloge Zur Sonne (Bayreuth), der Großen Mutterloge des Eklektischen Freimaurerbundes in Frankfurt und der Großen Freimaurerloge zur Eintracht.
Nach einer zweitägigen Konferenz konstituierten sich diese vier Großlogen zur Bundesgroßloge zu den alten Pflichten, ihr erster Großmeister wurde Fritz Lichtenberg.
Die Großloge wurde konstituiert, konnte aber keine inhaltliche und formelle Wirksamkeit, geschweige denn die Einigkeit unter den übrig gebliebenen Großlogen voranbringen. Die Bundesgroßloge zu den alten Pflichten stellte somit ihre Arbeit im Sommer 1946 ein. Die offizielle Auflösung erfolgte im Juli 1947, als der Nachfolger Lichtenbergs als Großmeister, August Hirscher, erklärte, dass die Bundesgroßloge nicht mehr bestünde. Grund für das Scheitern dieses ersten Vereinigungsprojekts war neben dem Tod des Initiator Fritz Lichtenbergs im März 1946 vor allem der Umstand, dass der Alliierte Kontrollrat die zunächst erteilte Genehmigung zurückzog, weil es zwischen den Mitgliedern zum Konsens geworden war, keine Zusammenschlüsse von Logen zu genehmigen, deren Zuständigkeitsbereich über die Grenzen ihrer Besatzungszonen in Deutschland bzw. der neu gebildeten beiden deutschen Teilstaaten hinausging.

### Die Frankfurter Arbeitsgemeinschaft als Nährboden für die Gründung der Vereinigte Großlogen von Deutschland
Nachdem die Gründung einer gemeinsamen Großloge von Seiten der einzelnen Großloge gescheitert waren, ging die erneute Initiative diesmal von Seiten einzelner regionaler Logen aus. Unter der Bezeichnung Frankfurter Arbeitsgemeinschaft trafen sich verschiedenen lokale Freimaurerlogen aus Hessen. Diese lokale Arbeitsgemeinschaft entwickelte jedoch zu einem überregionalen Arbeitskreis, zu dem sich am 14. und 15. Juni 1947 in Frankfurt am Main einundzwanzig Mitglieder früherer humanitärer und christlicher Großlogen, jedoch ohne Vertreter der Großen Landesloge, zusammengefunden hatten.
An die Spitze dieser Frankfurter Arbeitsgemeinschaft trat Dr. August Pauls. Zur dominierenden Gestalt der Arbeitsgemeinschaft wurde allerdings bald Dr. Theodor Vogel, der zukünftige Großmeister der Vereinigten Großloge der Freimaurer von Deutschland.
Im Mai 1948 trafen sich die Großmeister dieser Landesgroßlogen in Frankfurt am Main zum ersten Mal, legten ein Bekenntnis zur Einigung der deutschen Freimaurer auf humanitärer und föderativer Basis ab, beschlossen die Schaffung eines Großmeistervereins und vereinbarten den Eintritt in Vorbereitungen zur Vereinigung der Landesgroßlogen und ihrer Logen in einer Vereinigungsgroßloge.
Im Oktober 1948 fand auf einem 2. deutschen Großmeistertag in Bad Kissingen die Gründung der Vereinigten Großloge der Freimaurer von Deutschland statt. Hierbei wurde ein zukünftiges Grundgesetz der Großloge angenommen und der Großmeister der Großloge von Bayern, Dr. Theodor Vogel, für eine zunächst bis zum Johannistag 1949 währende Amtszeit zum Großmeister der VGL gewählt. Dem Grundgesetz und der Gründung der VGL stimmten von 145 teilnehmenden Freimaurerlogen aus den drei westlichen Besatzungszonen 142 zu. Um die geplante gemeinsame deutsche Großloge zum Sammelbecken ausnahmslos aller deutschen Freimaurer zu machen, sollte sie auch den Mitgliedern derjenigen freimaurerischen Großkörperschaften offenstehen, die vor 1933 von den bestehenden Großlogen nicht als regulär anerkannt worden waren, wie insbesondere der Freimaurerbund zur aufgehenden Sonne und die Symbolische Großloge von Deutschland.

### Gründung in der Frankfurter Paulskirche

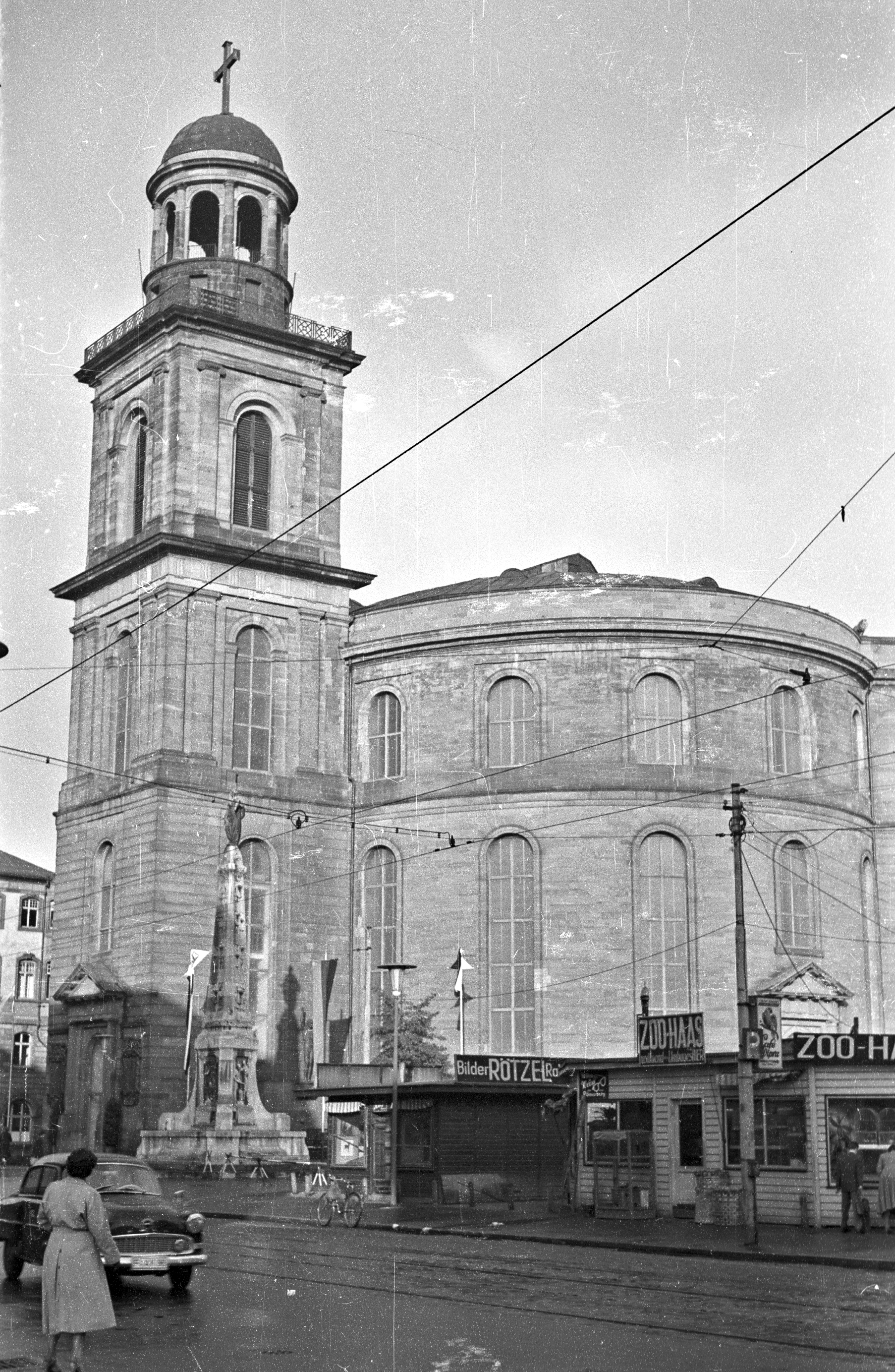
Paulskirche in den 1950er-Jahren

Am 19. Juni 1949 gründeten in der Frankfurter Paulskirche Mitglieder aus verschiedenen regionalen Logen der einzelnen Großlogen die Vereinigte Großlogen von Deutschland.
Die Gründerlogen waren:
- 42 Logen der Großen National-Mutterloge „Zu den drei Weltkugeln“,
- 35 Logen der Großen Loge von Preußen, genannt „Royal York zur Freundschaft“,
- 34 Logen der Großloge Zur Sonne,
- 18 Logen der Großen Loge von Hamburg,
- 14 Logen der Großen Mutterloge des Eklektischen Freimaurerbundes,
- 7 Logen der Großen Freimaurerloge „Zur Eintracht“,
- 5 Logen der Symbolischen Großloge von Deutschland,
- 4 Logen der Großen Landesloge von Deutschland,
- 4 Logen der Großen Landesloge von Sachsen,
- 1 Loge des Freimaurerbundes Zur aufgehenden Sonne.

Hinzu kamen 10 Logengründungen nach 1945.
1952 traten die übrigen Logen des Freimaurerbundes Zur aufgehenden Sonne hinzu, 1958 erfolgte die Zusammenführung aller deutschen Großlogen unter einen Dachverband mit dem Namen Großloge der Alten Freien und Angenommenen Maurer von Deutschland. Auch hier wurde Theodor Vogel zum ersten Großmeister gewählt.

### Der lange Weg zur Einigkeit
Der Beitritt der beiden Großlogen Große Landesloge der Freimaurer von Deutschland und Große National-Mutterloge „Zu den drei Weltkugeln“ war erst mit zähen Verhandeln und mit Druck der Vereinigten Großloge von England möglich.
Vorausgegangen war eine Großmeisterkonferenz in London, die am 14. Juni 1957 stattfand. Die anwesenden Großmeister der Großloge der Vereinigte Großloge von Deutschland (heute: Alten Freien und Angenommenen Maurer von Deutschland) und der Großen Landesloge der Freimaurer von Deutschland, wurden von Vertretern der skandinavischen Großlogen (Norwegischer Freimaurerorden und Dänischer Freimaurerorden) mit denen die Große Landesloge der Freimaurer von Deutschland in ihrer Lehre (vgl. Schwedisches Lehrsystem) eng verbunden ist, unterstützt. Die skandinavischen Großlogen drängten die beiden deutschen zu einer Einigung. „(…) ihr müßt euch einigen, um der Jugend, um der Zukunft willen, und ihr sollt alle Hilfe haben, aber einigt euch“.
Am 17. Mai 1958 wurde auf der Hauptversammlung der Großen Landesloge der Freimaurer von Deutschland die Magna Charta der deutschen Freimaurerei anerkannt. Dies war der vorletzte Schritt zur Gründung der Vereinigten Großloge.
Die Vereinigte Großloge von Deutschland  verzichtete auf ihren historischen Titel und nahm für einige Jahre die Bezeichnung Große Landesloge der Alten Freien und Angenommenen Maurer von Deutschland um Verwechslungen vorzubeugen. Ab 1958 nannte sie sich Großloge der Alten Freien und Angenommenen Maurer von Deutschland. Die Große Landesloge der Freimaurer von Deutschland verwendete ebenfalls den Zusatz Freimaurerorden (FO) um nicht als alleiniger Repräsentant aller Freimaurer von Deutschland angesehen zu werden.

### Konstitution und Struktur
Im Zuge des Berliner Konvent von 1970 traten die drei Großlogen: Große National-Mutterloge „Zu den drei Weltkugeln“ die Provinzialgroßlogen der Grand Lodge of British Freemasons in Germany und die American Canadian Grand Lodge als eigene Großlogen der VGLvD bei.
Nach jahrelangen vergeblichen Versuchen und mit Hilfe u. a. der Vereinigten Großloge von England gelang schließlich mit Gründung der VGLvD am 27. April 1958 die Bildung einer in der Geschichte der Freimaurerei einzigartigen Konstruktion insofern, als die fünf vertragschließenden Großlogen nur auf zwei ihrer Souveränitätsrechte verzichtet haben, nämlich die Vertretung aller deutschen Freimaurer gegenüber den ausländischen freimaurerischen Organisationen und gegenüber Außenstehenden.
Es gibt auch Logen die direkt unter der Jurisdiktion der Vereinigten Großloge von Deutschland stehen:
- Die Johannislogen mit besonderen Aufgaben „Jacob DeMolay zum flammenden Stern“[9] (mit drei Deputationslogen). Diese Logen sind direkt den Vereinigten Großlogen von Deutschland unterstellt und genießen damit Ritualfreiheit bei ihrem Tempelarbeiten. Dies bedeutet, dass diese Logen in der Lage sind, nach allen Ritualen der VGLvD zugehörigen Logen zu arbeiten.
- Die als deutsche Pfadfinderfreimaurerloge gegründete Wanderloge „Zur Weißen Lilie“. Ihr unterstanden bis in die 70er Jahre auch die Pfadfinderloge "Zum Palmbaum" in Offenbach und die Pfadfinderloge "König Salomo zur Weißen Lilie" in Berlin.[10] Die Loge „Zur Weißen Lilie“ arbeitet im Ursprung nach dem Ritual der Bayreuther Großloge „Zur Sonne“ nach Johann Caspar Bluntschli[11], aber auch nach mehreren eigenen von der VGLvD freigegebenen Ritualen, welche sich an die Rituale der Pfadfinder anlehnen.[12]
- Forschungsloge „Quatuor Coronati“. Diese Forschungsloge soll die freimaurerischer Forschung in Deutschland fördern. Besonders die Zusammenführung von Freimaurern, die Geschichte, Brauchtum, soziale Struktur und gesellschaftliche Stellung des Freimaurerbundes erforschen. Die Förderung des freimaurerischen Wissens. Organisation von Veranstaltung und Tagungen, auf denen grundsätzliche und aktuelle Fragen der Freimaurerei aus wissenschaftlicher Perspektive behandelt werden.[13]

## Entscheidungsträger, Diplomat und Repräsentant
Im Gegensatz zu anderen Großlogen ist der Großmeister der VGLvD nur repräsentativ tätig. Die VGLvD vertreten die weltweit anerkannte deutsche Freimaurerei gegenüber ausländischen Institutionen (anderen Großlogen) sowie der deutschen Öffentlichkeit.
Die Mitgliedsgroßlogen sind in ihren inneren Angelegenheiten sowie in der Lehrart autonom.

### Entscheidungsträger

#### Der Senat
Das Entscheidungsgremium ist der Senat, der aus den Abgeordneten der fünf Großlogen besteht. Die Anzahl der Abgeordneten ist abhängig von der jeweiligen Mitgliederstärke der einzelnen Großlogen. Er beschließt mit einer Vierfünftel-Mehrheit. Den Vorsitz führt der Großmeister ohne Stimmrecht.
- Großloge der Alten Freien und Angenommenen Maurer von Deutschland, stellt fünf Abgeordnete
- Große Landesloge der Freimaurer von Deutschland (Freimaurerorden), stellt drei Abgeordnete
- Große National-Mutterloge „Zu den drei Weltkugeln“, stellt einen Abgeordneten
- Grand Lodge of British Freemasons in Germany, stellt einen Abgeordneten
- American Canadian Grand Lodge, stellt einen Abgeordneten

#### Der Konvent
Der Konvent ist die Vertretung der Freimaurerlogen in Deutschland. Er nimmt Stellung zu den ihm vorgelegten Gesetzen und Beschlüssen des Senats. Er kann zu Entscheidungen Anregungen geben, Anträge stellen und beraten. Stimmberechtigte Mitglieder sind die Vorsitzenden Meister der Logen mit jeweils einer Stimme. Der Konvent tritt alle drei Jahre in der Regel in Berlin zusammen. Er wählt auf Vorschlag des Senats den Großmeister der Vereinigten Großloge von Deutschland und seinen Stellvertreter.

### Diplomat
In der Vergangenheit konnten die Vereinigten Großlogen von Deutschland zum Aufbau der Freimaurerei in Osteuropa entscheidende Beiträge leisten. Im Jahre 1997 wurden die heutige Vereinigte Großloge von Bulgarien (VGLvBG), 2002 die Großloge A.F.u..A.M. von Litauen und 2003 die Großloge von Lettland durch die VGLvD eingesetzt. Ebenso gab es – stets unter der Mitwirkung der Mitgliedsgroßlogen – Neugründungen in Litauen, Serbien (RGLvSRB – vormals GLvYugoslawien), Montenegro (gemeinsam mit der Großloge von Österreich (GLvÖ), dem Großorient von Italien (GOI) und der Großloge von Serbien (RGLvSRB)) sowie in der Slowakei (gemeinsam mit der GLvCR und der GLvÖ) und der regulären nationalen Großloge von Monaco (gemeinsam mit der UGLoE und der GLNF in 2010). Etwa 175 Großlogen in der Welt sind durch die VGLvD anerkannt.

### Öffentlichkeitsarbeit

#### Evangelische Kirche
In einem Artikel für die renommierte Kirchenzeitschrift Herder Korrespondenz lobt Matthias Pöhlmann von der Evangelischen Zentralstelle für Weltanschauungsfragen (EZW) die Öffentlichkeitsarbeit der Vereinigten Großlogen von Deutschland:
Der damalige Großmeister der VGLvD, Rüdiger Templin, meldete sich mit regelmäßigen Pressemeldungen zu Wort. So rief er im Januar 2009 zu Spenden zugunsten der Erdbebenopfer in Haiti auf. Zuvor hatte er die Logen aufgefordert, sich intensiv mit dem Klimaschutz zu beschäftigen oder positiv für die Organspende Initiative einzutreten.
Hinzu kamen auch kritische Stellungnahmen zu irrigen Auffassungen über die Freimaurerei in der Öffentlichkeit.
In diesem Zusammenhang zitiert Pöhlmann erläuternd auch aus einer weiteren VGL-Pressemeldung:

„Versammlungsräume können zwar schon seit 1988 Außenstehenden gezeigt werden, allerdings ohne erklärungsbedürftige Ausstattungsgegenstände. Zudem sollen Brüder die Zusammenkünfte weiterhin ohne das störende Blitzen von Fotoapparaten oder Kamerateams erleben können. Logen sollen auch in Zeiten permanenter Beobachtung und Zurschaustellung von Äußerlichkeiten ein Refugium, ein Rückzugsraum zur Besinnung auf innere Werte bleiben“

#### Festakt in Hannover zum 300-jährigen Bestehen
Am 1. September 2017 trafen sich in Hannover im Sprengel-Museum 260 Teilnehmer und Mitwirkende zum offiziellen Festakt der deutschen Freimaurerei anlässlich des 300. Bestehens der sogenannten modernen Freimaurerei. Moderiert wurde die Feierlichkeiten von dem Moderator Max Schautzer. Anwesend waren der Oberbürgermeister von Hannover Stefan Schostok und der ehemalige niedersächsische Kultusminister und Präsident des Niedersächsischen Landtages a. D., Prof. Rolf Wernstedt.
Musikalisch umrahmt wurde die Veranstaltung von Nachwuchs-Pianisten, Noah Flurin Vinzens, und dem Chor der hannoverschen Freimaurer.
Bundespräsident Frank-Walter Steinmeier bescheinigte zu diesem Anlass der Freimaurerei eine bedeutende gesellschaftliche Rolle, spricht aber in seinem sehr persönlich gehaltenen Grußwort auch von einer wichtigen Aufgabe: Sich nicht auszuruhen, gesellschaftlichen Wandel zu übersetzen und zu implementieren, um relevant zu bleiben. Gleichzeitig stellt er heraus, wie herausragend die Rolle die Freimaurerei durch ihre Beständigkeit und ihr Wirken auf die deutsche und die europäische Gesellschaft ist.

## Altgroßmeister
- Theodor Vogel (1958–1959)
- Friedrich A. Pinkerneil (1959–1960 und 1962–1963)
- Konrad Merkel (1960–1961)
- Richard Müller-Börner (1961–1962)
- Willi Schulz (1963–1965 und 1969–1970)
- Werner Römer, (1965–1966 und 1968–1969)
- Heinz Rüggeberg (1966–1968)
- Hans Gemünd (1970–1971)
- Hermann Kehlenbeck (1971–1972)
- Friedrich Heller (1972–1975)
- Walter Veit (1975–1976)
- Hans Werner Schneider (1976)
- Günther Gall (1976–1977)
- Bernhard Rohland (1977–1978)
- Jürgen Holtorf (1978–1985)
- Ernst Walter (1985–1991)
- Rainer J. Schicke (1991–1997)
- Alfred F. Koska (1997–2003)
- Klaus Horneffer (2003–2006)
- Klaus-M. Kott (2006–2009)
- Rüdiger Templin (2009–2015)